# 令女界
令女界（れいじょかい）は、宝文館が発行していた雑誌。1922年（大正11年）創刊、1950年（昭和25年）に休刊。女学校高学年から20歳前後の未婚女性を主な読者対象としていた。
『少女画報』と同様に、身の上相談や美容相談にも力を入れていた。男女の恋愛を描いた小説も掲載されたため、「軟派な少女の読むもの」との印象もあった。
- 「他の少女雑誌は公認しても『令女界』は禁止する学校が多かった。もちろん禁止されても読むのは自由だったが、戦前、校規にそむく勇気のある少女は少なかった。」（遠藤寛子）

## 主な作家

### 文学作品
- 大原富枝
- 川端康成 - 『翼の抒情歌』(昭和8年1月号 - 6月号)
- 森田たま - 『桃李の径（こみち）』(昭和14年)
- 龍胆寺雄 - 『燃えない蝋燭』(昭和5年4月号 - 昭和6年3月号)、『青銅のCupid』(昭和8年4月号 - 昭和9年3月号)、『禁断の果実』(昭和25年1月号 - 9月号)
- 北川千代 - 『新しき朝』(大正13年)、『春に叛く』『一つの路』(大正14年)、『名を護る』(大正15年)、『薤（らっきょう）』『花瓶』(昭和2年)、『春闌(はるたけなは)』(昭和4年)、『赤い海水着』(昭和9年)
- 萩原朔太郎 -  散文詩『坂』(昭和２年９月号)

### 挿絵画家
- 蕗谷虹児 - 『令女界』の看板スターだった。代表作の詩『花嫁人形』は本誌（大正13年2月号）に掲載された。大正14年(1925)に虹児がパリに留学すると、虹児のパリ通信が掲載された。昭和12年、自画伝『乙女妻』を1年間連載。
- 竹久夢二
- 須藤しげる
- 元義雄